# Lei de Spörer

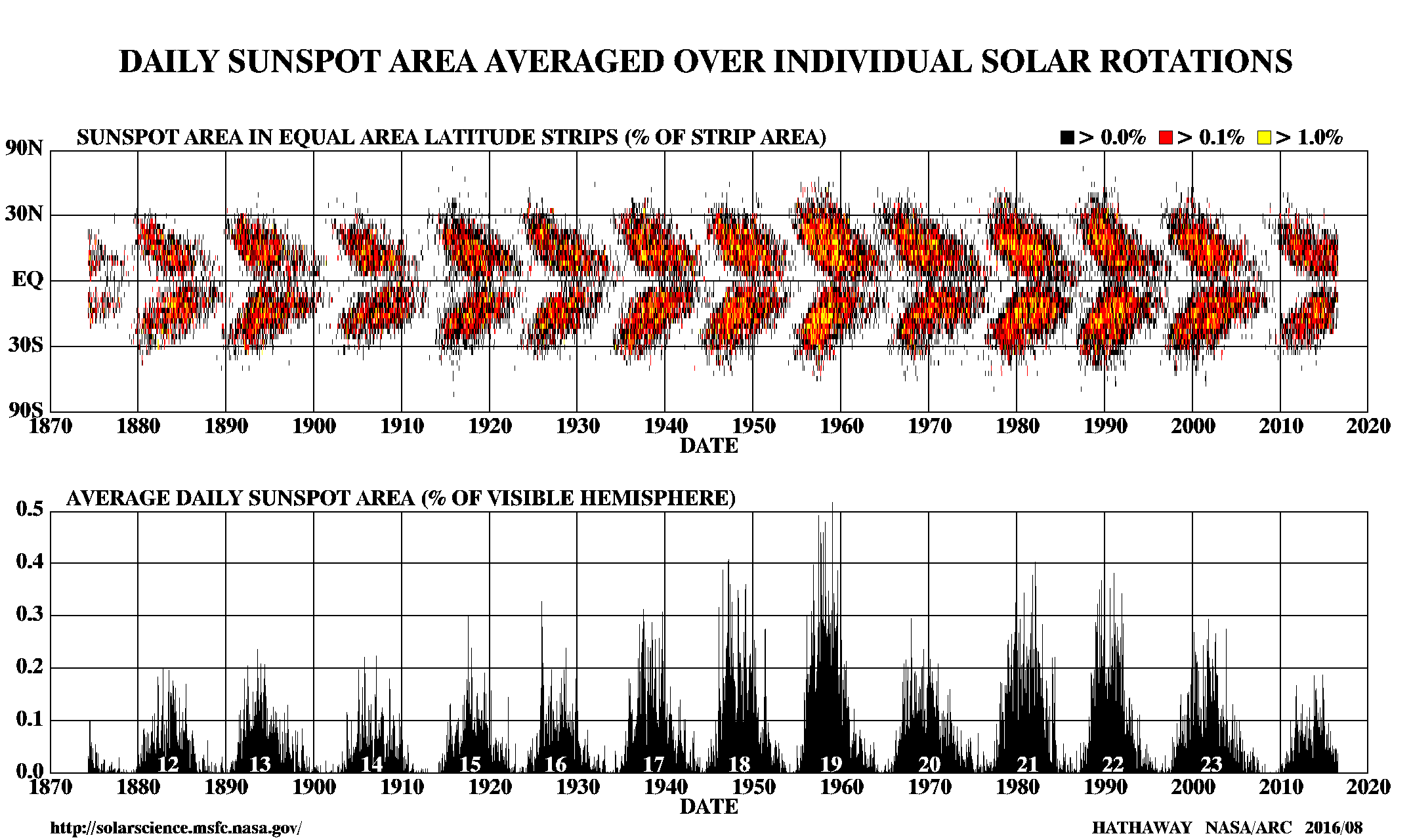
Diagrama mostrando o comportamento da lei de Spörer.

A lei de Spörer prediz a variação das latitudes de manchas solares durante um ciclo solar. Foi descoberto pelo astrônomo  inglês Richard Christopher Carrington em 1861, e refinado pelo astrônomo alemão Gustav Spörer.